# Ducado de Vista-Alegre

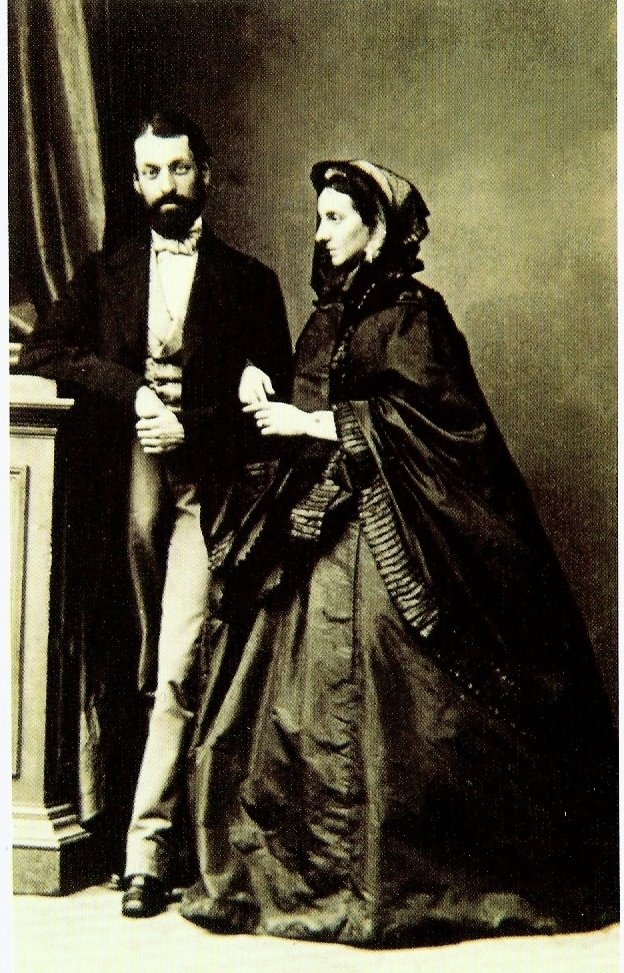
El príncipe Ladislao Czartoryski, duque de Klewan y conde de Zukow, con Amparo Muñoz y Borbón, su mujer, condesa de Vista-Alegre, en 1864. Ella era hermana uterina de la reina Isabel II: hija de la Reina Gobernadora y del duque de Riánsares, su segundo marido; nieta de los reyes de las Dos Sicilias Francisco I y María Isabel de Borbón, y biznieta por línea femenina de los reyes de España Carlos IV y María Luisa de Parma.

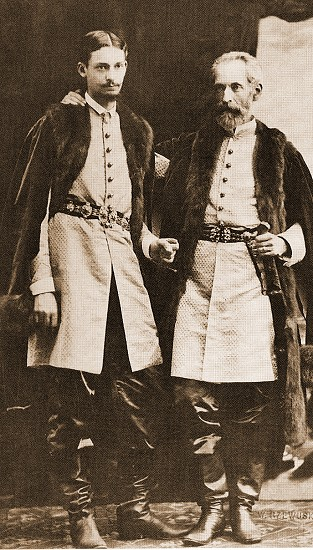
El príncipe Augusto Czartoryski y Muñoz con su padre el príncipe Ladislao, hacia 1880. Por entonces el hijo ya era duque de Vista-Alegre y grande de España, por merced que le hizo en 1876 el rey Alfonso XII, su primo carnal. Y el padre, que había enviudado de la condesa de Vista-Alegre muchos años antes, estaba casado en segundas con la princesa Margarita Adelaida de Orleans, nieta del rey Luis Felipe de Francia, con la que tuvo otros dos hijos varones. El joven duque ya se planteaba la vocación religiosa al menos desde 1877, cuando entró carmelita su preceptor, Rafael Kalinowski. En 1883 conoció a Don Bosco, y quedó fuertemente impresionado por su carisma. Como primogénito de una gran casa aristocrática, Augusto se debía a sus compromisos mundanos, y su padre le disuadía de entrar en religión. Pero en 1887 renunció a sus derechos sucesorios e ingresó como novicio en la congregación salesiana. Cuando en 1892 fue ordenado sacerdote en San Remo, su padre y hermanos no asistieron a la ceremonia. Murió al año siguiente en olor de santidad. Fue beatificado por el papa Juan Pablo II en 2004.

El ducado de Vista-Alegre es un título nobiliario español, con grandeza de España originaria, concedido con dicha grandeza por el rey Alfonso XII de España mediante Real Decreto del 17 de enero de 1876 y Real Despacho del 17 de febrero siguiente en favor del príncipe Augusto Francisco Czartoryski y Muñoz, su primo carnal, ii conde de Vista-Alegre, hijo primogénito del príncipe Ladislao Czartoryski, a quien premurió, duque de Klewan y conde de Zukow en Polonia, y de María de los Desamparados Muñoz y Borbón, su primera mujer, I condesa de Vista-Alegre.
El concesionario entró después religioso salesiano, se ordenó sacerdote en 1892 y murió en olor de santidad el 8 de abril de 1893. Fue proclamado beato por el papa Juan Pablo II el 25 de abril de 2004.
Este título se creó por conversión en ducado del condado de Vista-Alegre, que había sido concedido por la reina Isabel II de España en favor de su hermana uterina María de los Desamparados Muñoz y Borbón, mediante Real Decreto del 16 de octubre de 1846 y Real Despacho del 19 de agosto de 1847.

## Armas de los condes y duques de Vista-Alegre
En campo de azur, una faja de plata, con tres ánsares de sabel, picados de gules y puestos en faja. Lema: Regina coeli juvante.

## Lista de condes y duques de Vista-Alegre
|                                                 | Titular                                       | Periodo                                       |
| Condes de Vista-Alegre Creación por Isabel II   | Condes de Vista-Alegre Creación por Isabel II | Condes de Vista-Alegre Creación por Isabel II |
| ----------------------------------------------- | --------------------------------------------- | --------------------------------------------- |
| i                                               | María de los Desamparados Muñoz y Borbón      | 1847-1864                                     |
| «ii»                                            | Augusto Francisco Czartoryski y Muñoz         | 1864-1876                                     |
| Duques de Vista-Alegre Creación por Alfonso XII |                                               |                                               |
| i                                               | Augusto Francisco Czartoryski y Muñoz         | 1876-1893                                     |
| Rehabilitación por Alfonso XIII                 |                                               |                                               |
| ii                                              | Fernando Sánchez de Toca y Muñoz              | 1923-1974                                     |
| iii                                             | Miguel Fernando Sánchez de Toca y Catalá      | 1975-2006                                     |
| iv                                              | Fernando María Sánchez de Toca y Martín       | 2007-actual titular                           |

## Historia de los condes y duques de Vista Alegre
- María de los Desamparados Muñoz y Borbón (Amparo, 1834-1864), i condesa de Vista-Alegre, fue hija de la reina gobernadora María Cristina de Borbón-Dos Sicilias, viuda que fue del rey Fernando VII: la mayor de los nacidos de su segundo matrimonio con Agustín Fernando Muñoz y Sánchez, i duque de Riánsares, i marqués de San Agustín, grande de España, i duque de Montmorot (título francés).

Casó el 1 de marzo de 1855 en el castillo de Malmaison, cerca de París, con el príncipe polaco Ladislao Czartoryski (1828-1894), duque de Klewan y conde de Zukow, de quien tuvo por hijo único y sucesor a:
- Augusto Francisco Czartoryski y Muñoz (1858-1893), «ii conde» (aunque parece que no tituló) y i duque de Vista-Alegre, grande de España, que fue sacerdote salesiano y murió célibe en olor de santidad. Proclamado beato el 25 de abril de 2004.

Por rehabilitación y Real Carta de Alfonso XIII de España del 30 de agosto de 1923, sucedió su sobrino segundo (hijo de su prima carnal María Cristina Muñoz y Bernaldo de Quirós, i marquesa de Somió, y de su esposo Pedro Sánchez de Toca y Calvo, iii marqués de Toca):
- Fernando Sánchez de Toca y Muñoz (1888-1974), ii duque de Vista-Alegre, grande de España, ii marqués de Somió, gentilhombre grande de España con ejercicio del rey Alfonso XIII con ejercicio y servidumbre.

Casó con María de Gracia Catalá y Benet. Por Orden publicada en el BOE del 27 de mayo de 1975 y Carta del 6 de octubre siguiente, le sucedió su hijo:
- Miguel Fernando Sánchez de Toca y Catalá (1933-2006), iii duque de Vista-Alegre, grande de España, iv marqués de Toca (rehabilitado en 1981), que nació el 29 de septiembre de 1933 en Madrid, donde falleció el 14 de julio de 2006.

Casó el 28 de junio de 1965 con Basilisa Martín y Heredero (1936-2005). Por Orden publicada en el BOE del 6 de febrero de 2007 y Real Carta del 15 de marzo siguiente, le sucedió su hijo:
- Fernando María Sánchez de Toca y Martín, iv y actual duque de Vista-Alegre, grande de España, v marqués de Toca, nacido en Córdoba el 14 de marzo de 1967.[3]

Casado con María Eugenia Gómez Torres. Tienen tres hijos: Sofía Sánchez de Toca y Gómez, nacida en 1997, Alfonso Sánchez de Toca y Gómez, nacido en 1998, y María Cristina Sánchez de Toca y Gómez, nacida en 2002.